# Mavlet Batirov
Mavlet Batirov (n. 12 decembrie 1983, Hasaviurt, RSFS Rusă, URSS) este un luptător ce a reprezentat Rusia, medaliat olimpic. A participat la 2 ediții ale Jocurilor Olimpice (2004, 2008) în care a câștigat două medalii de aur.